# Spitalregion Rheintal Werdenberg Sarganserland
Die Spitalregion Rheintal Werdenberg Sarganserland (SR RWS) ist ein 2003 gegründeter Verbund der Spitäler in Altstätten und Grabs. Sie übernimmt die medizinische Grundversorgung für die Einwohner im Einzugsgebiet Rheintal, Werdenberg, Sarganserland und Fürstentum Liechtenstein. Die SR RWS ist einer von vier Spitalverbunden des Kantons St. Gallen in der Ostschweiz.
Auf den 1. Januar 2025 schlossen sich die bislang vier Spitalverbunde «Kantonsspital St.Gallen», «Spitalregion Rheintal Werdenberg Sarganserland», «Spital Linth» und «Spitalregion Fürstenland Toggenburg» zu einem gemeinsamen Unternehmen mit dem neuen Namen «HOCH Health Ostschweiz» zusammen.
Im Jahr 2024 konnten in der Spitalregion Rheintal Werdenberg Sarganserland 12'614 stationäre Patientenaustritte und 121'286 ambulante Besuche verzeichnet werden. Die SR RWS beschäftigt rund 1'290 Mitarbeitende, rund 120 davon sind in Ausbildung – in den verschiedensten Berufen und auf unterschiedlichstem Bildungsniveau.

## Geschichte der Standorte

### Spital Altstätten
1864 hinterliess Florian Marolani-Schachtler (1811–1864) ein Vermächtnis für den Bau eines Spitals, das 1868 mit 24 Betten eröffnet wurde. 1905 gab die evangelische Armengutsverwaltung das Spital an die politische Gemeinde Altstätten ab. In den folgenden Jahrzehnten wurde das Spital kontinuierlich vergrössert und erneuert. Das Gemeindespital wurde 1991 vom Kanton St. Gallen übernommen und als kantonales Spital weitergeführt, bevor es 2003 in die Spitalregion eingegliedert wurde. Heute verfügt das Spital Altstätten über rund 80 Betten und 232 Mitarbeitende (Vollzeitstellen). Nachdem die Stadt Altstätten die Baubewilligung für das Projekt «Erneuerung und Erweiterung des Spitals Altstätten» erteilt hat, legt der Verwaltungsrat der Spitalverbunde des Kantons St. Gallen für dieses Bauprojekt eine Denkpause ein. Der Verwaltungsrat hat ein strategisches Interesse, auch in Altstätten möglichst jene Investitionen zu tätigen, die der zukünftigen Strategie entsprechen. Die Weiterführung des Spitals Altstätten als Akutspital ist seit Sommer 2018 ungewiss.

### Spital Grabs
Das Spital Grabs wurde am 7. Mai 1907 als Bezirksspital Werdenberg eröffnet. Die Gründung basierte auf einem Fonds, der 1897 aus einem Vermächtnis von Alt-Kantonsrat Paravizin Hilty hervorgegangen war. Das Spital wurde am 1. Januar 1911 vom Kanton St. Gallen übernommen und als kantonales Spital geführt, bis es 2003 in die SR RWS eingegliedert wurde. Es verfügt über 137 Betten und etwa 497 Mitarbeitende (Vollzeitstellen).
Das Spital Grabs wird aktuell neu gebaut. Im Februar 2016 konnte das Provisorium für die Magnetresonanztomographie (MRI) in Betrieb genommen werden. Darauf folgte der Spatenstich für die erste Bauetappe, welche am 19. September 2020 mit dem Bezug des Neubaus abgeschlossen wurde. Die letzte Bauphase soll 2024 fertiggestellt werden.[veraltet]

## Die SR RWS heute
Die Spitalregion Rheintal Werdenberg Sarganserland ist als selbstständige öffentlich-rechtliche Institution zu einem Unternehmen zusammengefasst. Dabei wurden seit der Gründung der Spitalregion die Dienstleistungen der Verwaltung zentralisiert. Die Leitung des Spitalverbundes erfolgt zentral durch eine gemeinsame Geschäftsleitung beider Häuser, die vor Ort durch die jeweilige Standortleitung unterstützt wird. Die Geschäftsleitung und Verwaltung sind in Rebstein angesiedelt. An der Spitze der Organisation steht der Verwaltungsrat Spitalverbunde des Kantons St. Gallen, dem neben der SR RWS auch das Kantonsspital St. Gallen, das Spital Linth und die Spitalregion Fürstenland-Toggenburg unterstellt ist.
Das Leistungsangebot der SR RWS umfasst neben den Fachdisziplinen der Inneren Medizin, der Chirurgie und der Orthopädie auch die Gynäkologie und Geburtshilfe, die Akutgeriatrie sowie die Anästhesie und die radiologische Diagnostik. Ausserdem betreibt die Spitalregion eine Intensivstation in Grabs und Notfallstationen an den Standorten. Durch Kooperationen mit anderen medizinischen Einrichtungen, zum Beispiel mit dem Kantonsspital St. Gallen, können Behandlungen durchgeführt werden, die über die Grundversorgung hinausgehen. Dazu gehören u. a. eine Stroke Unit zur Behandlung von Schlaganfällen, ein Brustzentrum zur Erkennung und Behandlung von Brustkrebs, sowie die Gefässmedizin, die Viszeralchirurgie (Bauch- und Darmchirurgie) und die Onkologie.

## Leistungsangebot

### Kliniken und Fachbereiche
- Akutgeriatrie
- Anästhesie
- Chirurgie
- Frauenklinik
- Innere Medizin
- Orthopädie
- Radiologie

### Fachübergreifende Schwerpunkte
- Adipositaschirurgie
- Alterstraumatologie
- Beckenbodenfachbereich
- Brustzentrum
- Intensivstation
- Onkologie
- Ostschweizer Gefässzentrum
- Stroke Unit
- Viszeralchirurgie